# Србијагас
Србијагас (пуно име: ЈП Србијагас Нови Сад) је државни снабдевач природним гасом са седиштем у Новом Саду. Генерални директор компаније је Душан Бајатовић.

## Историја
Предузеће Србијагас је основано 1. октобра 2005. као резултат реструктурирања нафтне компаније НИС. Компанија је настала на основу поделе НИС-а, из организационих делова НИС-Гас, НИС-Енергогас и НИС-Југопетрол, који су развијали гасни сектор више од 50 година.